# Monophyllus redmani
Espèce
Statut de conservation UICN

 LC  : Préoccupation mineure
Monophyllus redmani est une espèce de chauve-souris de la famille des Phyllostomidae. On la rencontre aux Bahamas, à Cuba, à la République dominicaine, à Haïti, à la Jamaïque et à Porto Rico.

## Sources
- (en) UICN : espèce Monophyllus redmani Leach, 1821 (consulté le 26 mai 2015)

- (en) Cet article est partiellement ou en totalité issu de l’article de Wikipédia en anglais intitulé « Leach's single leaf bat » (voir la liste des auteurs).
- (en) Chiroptera Specialist Group 1996. Monophyllus redmani. 2006 IUCN Red List of Threatened Species.  Consulté le 30 juillet 2007.